# Jeschurun
Jeschurun était un périodique allemand du XIXe siècle, consacré à la propagation de la Haskala et de la science du judaïsme.
Édité et publié par Joseph Isaac Kobak, il comporte onze volumes (vols. i., ii., Lemberg, 1856-58; iii., Breslau, 1859; iv., v., Fürth, 1864-66; vi.-ix., Bamberg, 1868-78), dont les premiers furent exclusivement rédigés en hébreu mais dont les suivants étaient partiellement rédigés en allemand. Certains articles hébreux furent publiés séparément en quatre volumes sous le titre de Ginzei Nistarot (Bamberg, 1868-78).
Les grands noms de la science du judaïsme y contribuèrent, parmi lesquels S. J. Rapoport, S. D. Luzzatto, I.H. Weiss, S.J. Halberstam, Leopold Dukes, Moritz Steinschneider, Jacob Reifmann etc.

## Source
(en) Richard Gottheil et Peter Wiernik, JESCHURUN (Zeitschrift für die Wissenschaft des Judenthums), New York, Jewish Encyclopedia (Funk & Wagnalls), 1906 (lire en ligne)